# Arquidiocese de Wellington
A Arquidiocese de Wellington (Archidiœcesis Vellingtonensis) é uma arquidiocese da Igreja Católica situada na Nova Zelândia. Sua Sé é a Catedral do Sagrado Coração de Wellington.
Possui 24 paróquias servidas por 114 padres, contando com 12,7% da população jurisdicionada batizada.

## História
A diocese de Wellington foi erigida em 20 de junho de 1848, recebendo o território cedido do vicariato apostólico da Oceania ocidental (hoje diocese de Auckland). Originariamente era imediatamente sujeita à Santa Sé.
Depois do terremoto de 23 de janeiro de 1855 a diocese foi consagrada a Imaculada Conceição e pedida a sua proteção.
Em 26 de novembro de 1869 e em 5 de maio de 1887 cedeu porções de seu território para a ereção respectivamente das diocese de Dunedin e de Christchurch.
Em 10 de maio de 1887 a diocese foi elevada ao posto de arquidiocese metropolitana.
Em 6 de março de 1980 cedeu uma outra porção de território para ereção da diocese de Palmerston North.

## Prelados
|                          | Nome                             | Período    | Notas                       |
| Arcebispos               | Arcebispos                       | Arcebispos | Arcebispos                  |
| ------------------------ | -------------------------------- | ---------- | --------------------------- |
| 7º                       | Paul Gerard Martin, S.M.         | 2023-atual |                             |
| 6º                       | John Cardeal Atcherley Dew       | 2005-2023  |                             |
| 5º                       | Thomas Cardeal Stafford Williams | 1979-2005  |                             |
| 4º                       | Reginald John Cardeal Delargey   | 1974-1979  |                             |
| 3º                       | Peter Thomas Cardeal McKeefry    | 1954-1973  |                             |
| 2º                       | Thomas O'Shea, S.M.              | 1935-1954  |                             |
| 1º                       | Francis Mary Redwood, S.M.       | 1887-1935  |                             |
| Arcebispo-coadjutor      |                                  |            |                             |
|                          | Paul Gerard Martin, S.M.         | 2021-2023  |                             |
|                          | John Atcherley Dew               | 2004-2005  |                             |
|                          | Peter Thomas McKeefry            | 1947-1954  |                             |
|                          | Thomas O'Shea, S.M.              | 1913-1935  |                             |
| Bispos                   |                                  |            |                             |
| 2º                       | Francis Mary Redwood, S.M.       | 1874-1887  |                             |
| 1º                       | Philippe-Joseph Viard, S.M.      | 1860-1872  |                             |
| Bispo-auxiliar           |                                  |            |                             |
|                          | John Atcherley Dew               | 1995-2004  | Elevado Arcebispo-coadjutor |
|                          | Owen Noel Snedden                | 1962-1981  | Faleceu                     |
| Administrador Apostólico |                                  |            |                             |
|                          | Philippe-Joseph Viard, S.M.      | 1848-1860  |                             |